# Хіско Муньйос
Франсіско Хав'єр Муньйос Льомпарт (ісп. Francisco Javier Muñoz Llompart, нар. 5 вересня 1980, Манакор), відомий як Хіско (ісп. Xisco) — іспанський футболіст, що грав на позиції флангового нападника. По завершенні ігрової кар'єри — тренер.

## Клубна кар'єра
Народився 5 вересня 1980 року в Манакорі. Вихованець футбольної школи «Валенсії». У дорослому футболі дебютував 1999 року виступами у третьому іспанському дивізіоні за команду дублерів «Валенсія Месталья». 
На початку 2000-х віддавався в оренду до друголігового «Рекреатіво», вищолігового «Тенерифе» та знову до «Рекреатіво», який на той час вже також змагався у Ла-Лізі.
Отримавши досвід виступів у найвищому дивізіоні Іспанії, 2003 року гравець повернувся до «Валенсії» і у першому ж після повернення сезоні 2003/04 допоміг команді вибороти титул чемпіона Іспанії. Того ж сезону став у її складі володарем Кубка УЄФА та Суперкубка УЄФА. Загалом за головну команду «Валенсії» відіграв два сезони, стабільним гравцем основного складу так і не ставши.
Влітку 2005 року уклав шестирічний контракт з клубом «Реал Бетіс», ще одним представником Ла-Ліги. Спочатку був серед основних гравців у новій команді, але згодом деделі частіше програвав конкурненцію за місце на полі. По ходу сезону 2008/09, за результатами якого «Бетіс» вибув до Сегунди, лише дев'ять разів виходив на поле у його складі в іграх чемпіонату.
У серпні 2009 року перебрався до друголігового «Леванте», якому в першому ж сезоні допоміг заробити підвищення в класі і за який відіграв сезон 2011/12 у Ла-Лізі.
Влітку 2011 року 30-річний на той час гравець уперше попрямував за кордон, уклавши контракт із «Динамо» (Тбілісі). У новій команді відразу ж став основною ударною силою в нападі. В сезонах 2012/13 і 2013/14 допомогав «динамівцям» ставати чемпіонами Грузії, в обох випадках стаючи, відповідно із 22 та 19 забитими голами, найкращим бомбардиром першості країни. В тих же сезонах ставав одночасно й володарем Кубка Грузії.
Завершував ігрову кар'єру виступами за «Хімнастік» у третьому і другому дивізіонах протягом 2014—2016 років.

## Виступи за збірні
1997 року дебютував у складі юнацької збірної Іспанії (U-17), загалом на юнацькому рівні взяв участь у 9 іграх, відзначившись 3 забитими голами.
2004 року залучався до складу молодіжної збірної Іспанії. На молодіжному рівні зіграв у 8 офіційних матчах, забив 2 голи.

## Кар'єра тренера
Завершивши виступи на полі, залишився у структурі «Хімнастіка» (Таррагона) як помічник головного тренера. Згодом на аналогічній посаді працював і в команді «Побла Мафумет».
2019 року повернувся до Грузії, де провів чи не найяскравіший період своєї ігрової кар'єри. Став асистентом Заура Сванадзе у тренерському штабі «Динамо» (Тбілісі), який залишив наприкінці року. У серпні насутпного, 2020 року повернувся до «Динамо» вже як головний тренер. Привів команду до перемоги у першості Грузії 2020 року.
У грудні 2020 року був призначений головним тренером англійського друголігового «Вотфорда». Під його керівництвом команда у березні 2021 року видала серію із п'яти перемог поспіль, що принесло Хіско звання найкращого тренера місяця в Чемпіоншипі. А за результатами сезону 2020/21 команда повернула собі місце в елітному англійському дивізіоні. Утім у Прем'єр-лізі іспанець пропрацював недовго — вже у жовтні 2021 року його було звільнено.
Пропозиція наступної роботи надійшла з батьківщини — вже за декілька тижнів після звільнення з «Вотфорда» Хіско очолив команду «Уеска». Пропроцював там до завершення сезону 2021/22, який команда завершила у середині турнірної таблиці Сегунди, після чого її залишив, поступившись місцем Хосе Анхелю Сіганді.

## Титули і досягнення
| - Володар Кубка УЄФА (1): «Валенсія»: 2003-2004 - Володар Суперкубка УЄФА (1): «Валенсія»: 2004 - Чемпіон Іспанії (1): «Валенсія»: 2003-2004 - Чемпіон Грузії (2): «Динамо» (Тбілісі): 2012-2013, 2013-2014 - Володар Кубка Грузії (2): «Динамо» (Тбілісі): 2012-2013, 2013-2014 | - Найкращий бомбардир чемпіонату Грузії (2): 2012-2013 (22 голи), 2013-2014 (19 голів) - Чемпіон Грузії (1): «Динамо» (Тбілісі): 2020 - Володар Суперкубка Малайзії (1): «Джохор Дарул Тазім»: 2025 |